# Brendan Hill
Brendan Hill, nome d'arte di Brendan Ian Hill (Los Angeles, 3 aprile 1988), è un attore statunitense.

## Filmografia
- Fatti, strafatti e strafighe (Dude, Where's My Car?) (2000)
- Three Shots (2001) Cortometraggio
- Max Keeble alla riscossa (Max Keeble's Big Move), regia di Tim Hill – film TV (2001)
- Providence (Providence), nell'episodio "A New Beginning" (2002)
- Frasier (Frasier), nell'episodio "Star Mitzvah" (2002)
- Now You Know (2002)
- Lizzie McGuire (Lizzie McGuire), negli episodi "L'oro di Montezuma" (2002) e "Per qualche centimetro in più" (2003)
- Oliver Beene, nell'episodio "A Day at the Beach" (2003)
- The Bernie Mac Show, nell'episodio "For a Few Dollars More" (2003)
- Boston Public (Boston Public), nell'episodio "Tolleranza zero" (2003)
- Settimo cielo (7th Heaven), nell'episodio "Una birra di troppo" (2004)
- A me gli occhi... (Now You See It...), regia di Duwayne Dunham – film TV (2005)
- Idiocracy (Idiocracy) (2006)
- Uncle P (2007)
- Hesher è stato qui (Hesher) (2010)